# Noemia incompta
Noemia incompta är en skalbaggsart som beskrevs av J. Linsley Gressitt 1935. Noemia incompta ingår i släktet Noemia och familjen långhorningar.
Artens utbredningsområde är Taiwan. Inga underarter finns listade i Catalogue of Life.